# 乌兰布拉格
乌兰布拉格是位于中国内蒙古自治区呼伦贝尔市鄂温克族自治旗辉苏木西北的一个湖泊。其位置约在东经119°08，北纬48°20′。湖面海拔680米，面积约2.6平方公里，该湖的主要沉积物为芒硝。乌兰布拉格在蒙古语中的意思是红泉。